# 손재홍
손재홍(孫載洪, 1976년 8월 22일 ~ )은 대한민국의 전 배구 선수이며 포지션은 레프트였다. 그는 고려증권 배구단 출신 선수 중 마지막으로 은퇴한 선수다. 그의 처남은 '테란의 황제'로 불리는 전 스타크래프트, 스타크래프트2 프로게이머이자 전 SK텔레콤 T1 스타크래프트 3대 감독이였던 임요환이다. 2011년 우승 후 그는 화성 IBK 기업은행 알토스의 창단 수석코치로 발탁되면서 은퇴했으며, 대부분의 고려증권 배구단 선수 출신 감독 및 코치들처럼 여자 배구 팀에서 지도자로 첫 발을 내딛게 되었다. 전직는 수원 현대건설 힐스테이트의 수석 코치로 그만두고 2025년부터 남자부 9구단 새창단 춘천 하나은행 남자프로배구단 다시 복귀한 이정철 감독 사단으로 수석코치로 부임으로 발탁되면서 영입 되었다.